# Phytomyza nervosa
Phytomyza nervosa är en tvåvingeart som beskrevs av Friedrich Hermann Loew 1869. Phytomyza nervosa ingår i släktet Phytomyza och familjen minerarflugor. Inga underarter finns listade i Catalogue of Life.